# Mirabel (Toril)
Mirabel es un núcleo de población del municipio de Toril, en la provincia de Cáceres, Comunidad Autónoma de Extremadura (España). Se encuentra en la ribera del río Tiétar. Sus habitantes se dedican exclusivamente a las faenas agrícolas.
- Datos: Q6017944